# 文峰街道 (黔西市)
文峰街道，是中华人民共和国贵州省毕节市黔西市下辖的一个街道办事处。
2011年12月27日，贵州省人民政府批复同意撤销黔西县城关镇，新设置的文峰街道辖文峰社区（原城关镇龙腾社区、城东村）、塔山社区（原上马村）、兴黔社区（原城关镇驮煤河村、甘棠乡映山村）、马厂社区、双星社区、三角社区（甘棠乡杨柳村、三寨村1-3组）、田坎社区（甘棠乡田坎村、三寨村4、5组）。

## 行政区划
文峰街道下辖以下地区：
龙腾社区、城东村、上马村、马厂村、驮煤河村、双星村、田坎村、三寨村、杨柳塘村和映山村。